# Теліс
Теліс, Телід (дав.-гр. Τῆλυς) — тиран давньогрецького міста Сибаріс другої половини VI ст. до н. е.
Геродот називає Теліса басилеєм. Зазвичай це слово з грецької перекладають, як цар, проте в багатьох тодішніх містах Греції та в колоніях басилеями іменували також жерців або виборних державних посадовців. Тож, швидше за все Теліс спочатку обіймав посаду басилея, а вже потім здійснив переворот і встановив тиранію. Діодор Сицилійський називає Теліса демагогом — натякаючи, що переворот він здійснив за допомогою демосу.
Відомий тим, що вигнав з Сибаріса 500 найповажніших аристократів, за однією з версій — піфагорійців, також конфіскував їхнє майно. Втікачі знайшли притулок у сусідньому Кротоні. Між містами спалахнула війна. Військо Теліса було втричі більшим, але за легендою, яку зберіг Аристотель, втікачі-аристократи підмовили своїх союзників заграти на флейтах. Сибарітські коні, привчені до музики, кинулися до колишніх господарів — разом із новими вершниками. Позбавлений кавалерії тиран з ганьбою відступив.
У Сибарісі спалахнуло повстання, під час якого Теліса та всіх його прихильників вбили, навіть тих, які шукали притулку біля вівтарів.